# Mels
Mels je obec ve švýcarském kantonu St. Gallen. Nachází se na jihovýchodě kantonu, nedaleko hranic s Lichtenštejnskem. Žije zde přibližně 9 200 obyvatel.

## Geografie
Mels se nachází mezi horou Gonzen, Rýnem a Seezem. Na území obce leží hora Pizol. Až do počátku 18. století byla oblast osídlení z velké části bažinatou krajinou. Nejnižším bodem je Seezebene (457 m n. m.) a nejvyšším Grosse Scheibe (2936 m n. m.).
K obci patří osady Heiligkreuz bei Mels, Plons, Ragnatsch, dále vesnice Butz, St. Martin, Mädris, Tils, podhorská osada Vermol a walserské vesnice Schwendi a Weisstannen im Weisstannental.
S rozlohou katastru téměř 140 km² je Mels plošně největší obcí kantonu St. Gallen.

## Historie

Mels, letecký pohled (1968)

Kopec Castels byl osídlen v neolitu, bronzové, železné a římské době. Zřícenina hradu Nidberg pochází z raného středověku. Z těchto období pocházejí také nálezy v Gaselle, Alp Kohlschlagchläui, Rossheldu, Plons, Alp Wallabütz-Matt, Ragnatsch, Heiligkreuz, Alp Palfries, Balnenwand a v okolí obce Mels.
V raném a vrcholném středověku vlastnily pozemky v Melsu kláštery Disentis, Pfäfers, Einsiedeln a Schänis. Předchůdce farního kostela svatého Petra a Pavla byl postaven kolem roku 550. Na místě kostela se nacházel kostel sv. V 9. století zde stály čtyři kostely. V roce 1376 byl farní kostel s filiálkami Wangs a Vilters připojen ke klášteru Pfäfers. V roce 1529 byl Mels reformován; v roce 1531 působil jako reformátor protestantský farář Fridolin Brunner z Glarusu, který byl v roce 1532 vyhnán. Mels se vrátil ke katolické víře. V roce 1654 byl založen kapucínský klášter.
Panství s pokrevní jurisdikcí vykonávalo hrabství Sargans, nižší jurisdikci měl Meier von Windegg na hradě Nidberg (1265-1437, poddanství kláštera Pfäfers). V roce 1371 přešlo panství Nidberg koupí na rakouské vévody.
V 15./16. století přešel Mels z rétorománského jazyka na němčinu. Od roku 1483 do roku 1798 patřilo ke společnému panství Staré konfederace jako součást hejtmanství Sargans. Od 17. století měl Mels městskou organizaci a v období helvétského soustátí byl hlavním městem stejnojmenného okresu v kantonu Linth. V roce 1814 se Mels zúčastnil povstání venkovských demokratů v Sarganserlandu za větší politická práva.
Během druhé světové války byl skalnatý vrch Castels upraven na jedno z nejdůležitějších dělostřeleckých opevnění pevnosti Sargans.

## Obyvatelstvo
| Vývoj počtu obyvatel | Vývoj počtu obyvatel | Vývoj počtu obyvatel | Vývoj počtu obyvatel | Vývoj počtu obyvatel | Vývoj počtu obyvatel | Vývoj počtu obyvatel | Vývoj počtu obyvatel | Vývoj počtu obyvatel | Vývoj počtu obyvatel | Vývoj počtu obyvatel | Vývoj počtu obyvatel | Vývoj počtu obyvatel | Vývoj počtu obyvatel | Vývoj počtu obyvatel | Vývoj počtu obyvatel | Vývoj počtu obyvatel | Vývoj počtu obyvatel | Vývoj počtu obyvatel | Vývoj počtu obyvatel |
| -------------------- | -------------------- | -------------------- | -------------------- | -------------------- | -------------------- | -------------------- | -------------------- | -------------------- | -------------------- | -------------------- | -------------------- | -------------------- | -------------------- | -------------------- | -------------------- | -------------------- | -------------------- | -------------------- | -------------------- |
| Rok                  | 1800                 | 1850                 | 1900                 | 1950                 | 1980                 | 2000                 | 2007                 | 2008                 | 2009                 | 2010                 | 2011                 | 2012                 | 2013                 | 2014                 | 2015                 | 2016                 | 2017                 | 2018                 |                      |
| Počet obyvatel       | 2433                 | 3305                 | 4035                 | 5837                 | 6235                 | 7837                 | 8019                 | 8026                 | 8080                 | 8358                 | 8481                 | 8537                 | 8580                 | 8617                 | 8620                 | 8605                 | 8610                 | 8623                 |                      |

## Hospodářství

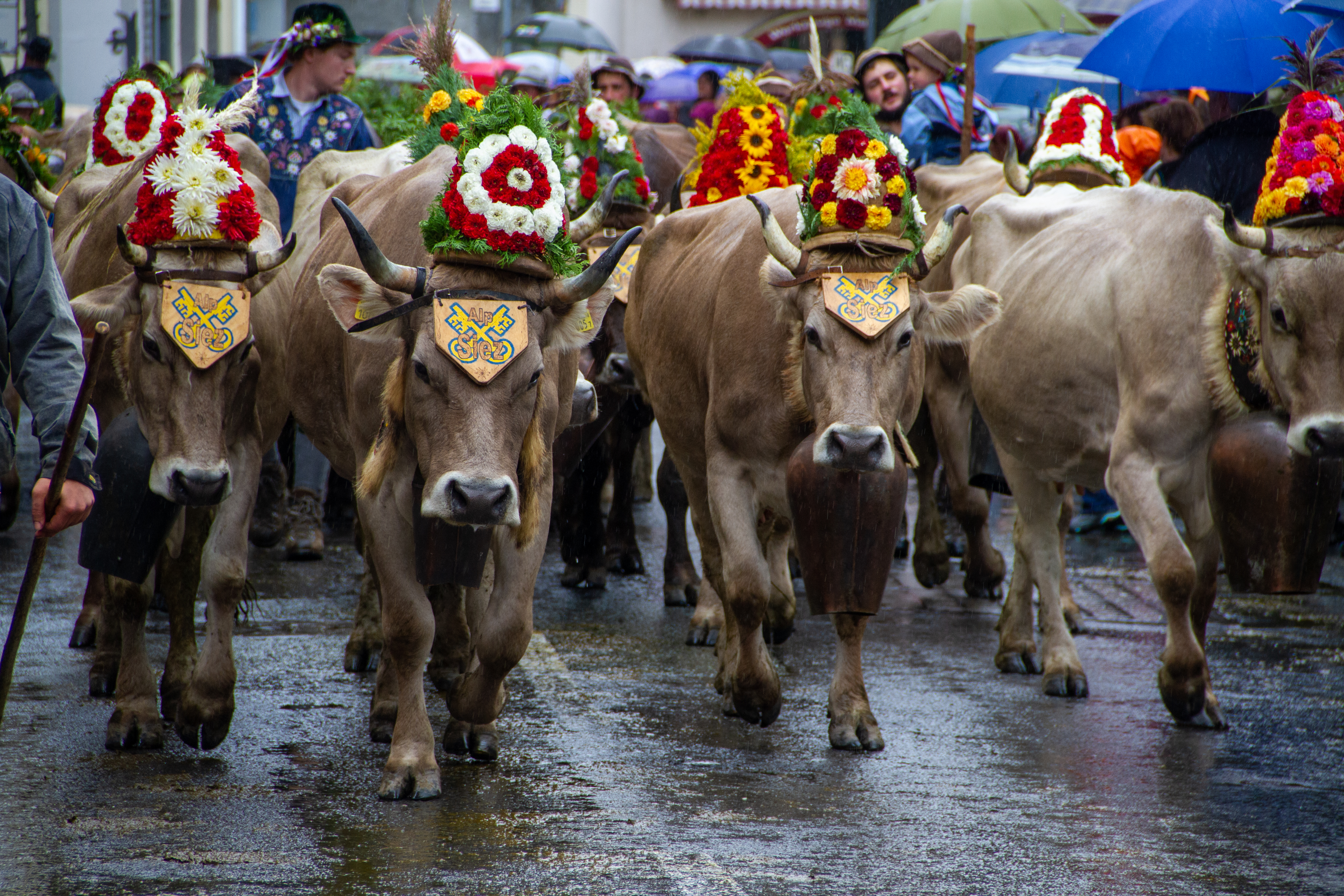
Podzimní shánění dobytka z pastvin v Melsu

Dlouhou dobu převládalo v obci zejména zemědělství. Na více než 20 melských alpách se provozoval chov dobytka a obchod, orná půda byla méně důležitá. Od poloviny 18. století byli chováni koně pro tranzitní dopravu a rozšířilo se vinařství. Od 14. do 18. století byly v Melsu a okolí hutě a kovárny na železnou rudu z Gonzenu. Až do roku 1915 se v Castelsu těžily mlýnské kameny na vývoz do Německa. Sklárna existovala od roku 1803 do roku 1863. V 19. století zahájilo provoz několik textilních továren (tkalcovna bavlny, přádelna, tkalcovna, barvírna). Bývalá textilní továrna Stoffel stojí výrazně na kopci nad obcí. Byla otevřena v roce 1878 a kdysi zaměstnávala až 600 dělníků na 450 tkalcovských stavech a 43 000 vřeten. V roce 1960 byla továrna prodána do Ameriky a později tímto majitelem do Itálie. Rok 1997 znamenal konec továrny.
V roce 2012 se zde natáčely scény z filmu Akte Grüninger, protože ve staré továrně se nacházel i uprchlický tábor Diepoldsau v roce 1938. Krátce poté areál koupila skupina investorů, kteří chtěli kvalitní stavební materiál přestavět na byty a ateliéry.

## Doprava

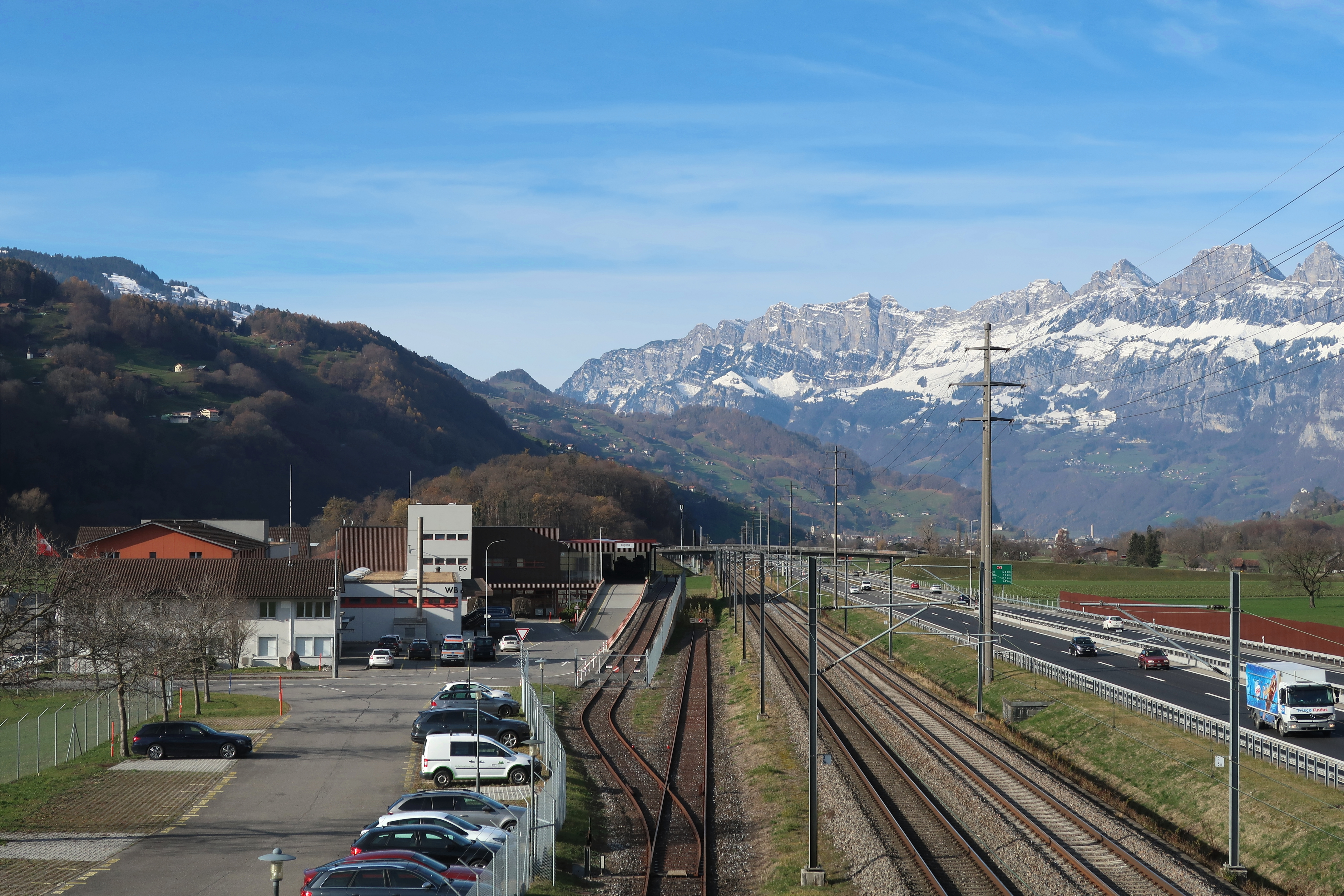
Dálnice a železniční trať poblíž Melsu

Mels leží na železniční trati Sargans–Ziegelbrücke a v obou směrech sem každou hodinu jezdí regionální vlaky Ziegelbrücke – Sargans – Chur.
Z hlediska silniční dopravy se zde nachází křižovatka dálnic A3 a A13, ze které se lze dostat do Churu, Curychu a St. Gallenu.
Mels má rozvinutý autobusový systém se spoji do Sargansu a údolí Rýna. 

## Osobnosti
- Susi Goodová (* 1966), švýcarská sportovní lezkyně